# Ścinawa Polska
Ścinawa Polska (niem. Polnisch Steine, Odersteine) – wieś w Polsce położona w województwie dolnośląskim, w powiecie oławskim, w gminie Oława.

## Podział administracyjny
W latach 1975–1998 miejscowość położona była w województwie wrocławskim.

## Odsyłacze zewnętrzne
- http://klauskunze.com/ohlau/orte/odersteine.htm